# F
F \ إف \ هُو سادس الحروف اللاتينية. تشتَرِك جُذورُهُ مع الحرف ڤِي 𝐕 اللَّاتِينِيّ ويأخُذ الحَرف شكلين؛ الكبِير F والصَّغِير f. وهُو صوت شفهِيّ سِنِّي. وكوحدَة صوتِيَّة أَساسِيَّة تُستعمل فِي بِناء الكلِمة؛ يأتِي ترتِيبُه الحَرف السَّادس فِي أَلِفبائِيَّة اللَّاتِينِيَّة والحرفُ الرَّابِع مِن الحُرُوف السَّاكِنة. ويَرمِز له بالأبجدِيّة الصوتيّة الدوليّة بِالرَّمز f، وبأبجدِيَّة مناهِج تقْيِيم الكلام الصَّوتِيَّة المُوسَّعة بِالرَّمز f، ويُماثلُة فِي الأبجدية السلافية حَرف Ф الحِرَف 22 مِن حُرُوف لُغَة رُوسِيا ودُول السِّلَافِ؛ حسب صِّيَاغة وترتِيب المُبجَّلان كِيرِيل ومِيفُودي الشَّقِيقان اللّذان أَبدعا حُرُوف الأَبجدِيَّة السِّلَافِيَّةَ. ويُماثلُة فِي اللُّغَةُ الصِّينِيَّةُ 艾弗، وفِي اللُّغَة السَّنسكرِيتِيَّة يُماثلُة حَرف फ़، ويُماثلُة فِي الأبجدِيّة العربِيَّة حَرف الفَاءُ الحِرَف العِشرُون مِن حُرُوف أَبجديَّة اللُّغَة العربِيَّة حسب التَّرتِيب الَّذِي اُعتُمِد حوالي العامٌ 708م.

## طريقة نطق الحرف F (فونيم)
لنطق الحرف (F) نحتاج لجميع أعضاء جهاز النطق؛ بالإضافة الي أعضاء أخرى اساسية مثل الدماغ لتشكّل منظومة متكاملة لإنتاج صوت الحرف؛ خصوصا الشفهِ السفلاء والاسنان العلوية الامامية. وينتج صوت الحرف (F) بتقريب رؤوس أسنان ثنايا الفك العلوي (أطراف الثنايا العليا) من الشفة السفلية ودفع الهواء بينهما. وهُو حرف احتكاكي غير صفيري؛ شفوي طبقي شبه صامت.

## التاريخ
| G43 |

| G43 |

| T3 |

| T3 |

## الاستعمال اللغوي

### في الإنجليزية
أَف [ɛf] تحتَوِي بعض القَوَامِيس والمعَاجِم الإِنجِلِيزِيَّة على 29556 كلِمَة تبدَأُ بِالحِرَف F.

### في الإسبانية
[efe]

### في الفرنسية
[ɛf]

### في الألمانية
إف [ɛf] يحتوي الحرف F على معدل تكرار بلغ 1.66٪ في النصوص باللغة الألمانية. وهو بذلك الحرف الثامن عشر الأكثر شيوعًا في النصوص الألمانية.

### في الإِيطالِيَّة
[f]

## الاستعمال الاصطلاحي
- فِي الكيمياء يرمز F9 لعنصر الفلور.
- فِي الكيمياء والفِيزِيَاء يرمز {\displaystyle F} لِثابِت فَاراداي.
- فِي الفِيزِيَاء يرمز {\displaystyle {\vec {F}}} لِلقُوَّة.
- فِي المُوسِيقَى يأتِي ترتِيب الحرف 𝐹 رابِعاً فِي السُّلَّم المُوسِيقِيّ.
- في التعليم يرمز F للفشل أو الرسوب في الاختبار أو الامتحان.
- ويرمز للحرف F بالرمز ₣ في الفرنك الفرنسي العملة الرسمية لدولة فرنسا.
- ويرمز للحرف F بالرمز F° في الفهرنهايت وحدة لقياس درجة الحرارة.
- ويرمز للحرف F بالرمز F# في لغة البرمجة متعددة الأنظمة.
- فِي لُوحة المفاتِيح:
  - F1 لِفتح صفحةُ «المُساعدَة» الَّتِي تُوفِّر لِلمُستخدِم العدِيد مِن الاِقتِراحات والحُلُول والإِرشادات.
  - F2 لِـ«إِعادة تسمِيَة» المِلفَّات والمُجلَّدات.
  - F3 لِلبحث السَّرِيع فِي الصَّفحة.
  - F4 + ALT لِإِغلاق أَي برنامج أَو صفحة.
  - 5F لِـ«تحدِيث» الصَّفحة.
  - F6 لِلتَّوجُّه إِلى «خانة أَو شَرِيطِ العُنوان» فِي المُتصفح.
  - 7F لِتفعِيل المُدقِّق والمُصحِّح اللُّغوِي فِي برامِج مأيكرُوسُوفت المُختلِفة مِثل برنامج الوُوُرد.
  - 8F قبل بدء تشغِيل الوِيندُوز لِلوُصُول إِلى «خِيارات التَّمهِيد المُتقدِّمة».
  - 9F لِتحدِيث مِلف فِي برنامج مأيكرُوسُوفت ووُرد، بِالإِضافة إِلى اِستخدامِه لِإِرسال واِستقْبال رسائِل برِيد إِلِكترُونِي فِي برنامج مأْيكرُوسُوفت أَوت لُوك.
  - 10F لِتَفْعِيلٍ شَرِيطُ القَوَائِمِ.
  - 11F لِمُشاهدة الشَّاشة بِالكامِل (Fullscreen) وإِخفاء كافة القوائِم فِي الشَّاشة.
  - 12F لِحِفظ وأَمر تخزِين فِي برنامج مأيكرُوسُوفت ووُرد.

## الترميز الحرف 𝐅
الحاسوب
| الحرف                                     | F                 | F                 | f                 | f                 |
| ----------------------------------------- | ----------------- | ----------------- | ----------------- | ----------------- |
| اسم اليونيكود                             | حرف لاتيني كبير F | حرف لاتيني كبير F | حرف لاتيني صغير F | حرف لاتيني صغير F |
| الترميزات                                 | نظام العد العشري  | نظام عد ستة عشري  | نظام العد العشري  | نظام عد ستة عشري  |
| يونيكود                                   | 70                | U+0046            | 102               | U+0066            |
| صيغة التحويل الموحد-8                     | 70                | 46                | 102               | 66                |
| مرجع أبجدي عددي                           | &#70;             | &#x46;            | &#102;            | &#x66;            |
| كود التبادل الموسع للترميز العشري الثنائي | 198               | C6                | 134               | 86                |
| أسكي 1                                    | 70                | 46                | 102               | 66                |

الراديو
ترميز لغة مورس العالمي للحرف F
في شفرة مورس الحرف F يكافئ  ·· — · 

| إشارة | إشارة       | لغة إشارة | لغة إشارة | لغة إشارة | كتابة بريل |
| علم   | إعلام إشاري | الأمريكية | الفرنسية  | الكبيكية  | كتابة بريل |
| ----- | ----------- | --------- | --------- | --------- | ---------- |
|       |             |           |           |           |            |

## توزيع التردد
| صوتة | تردد |
| ---- | ---- |
| \ف\  | 14%  |

## اُنظُر أيضاً
- ف.
- ڤ.
- Ф.

## الصور

رسمة الحَرف 𝐅 مِن القَرن الخامسِ عشر.
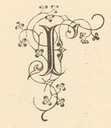
حَرف 𝐅 مع كُرُوم اللَّبلاب مِن العام 1868م.
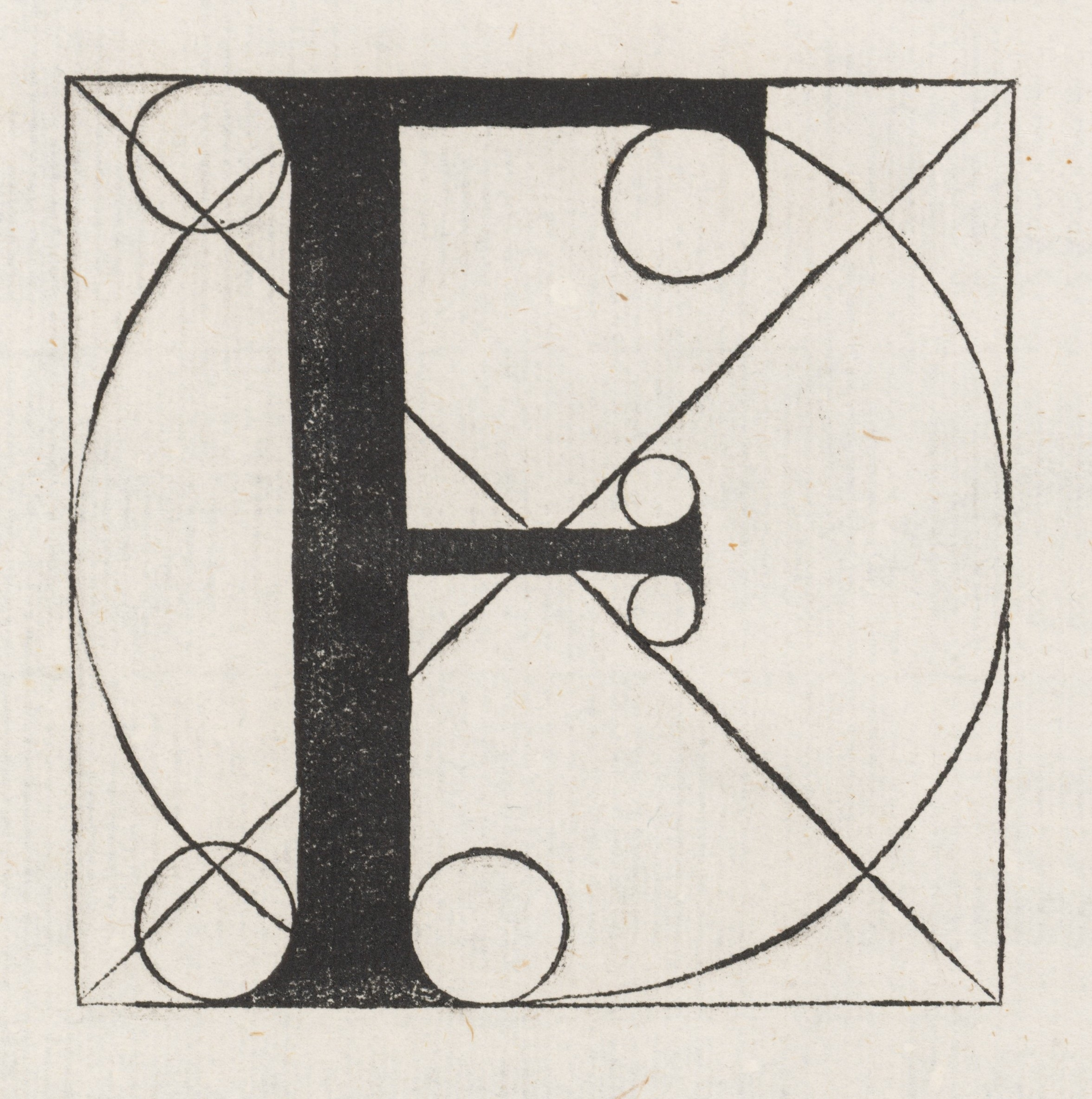
حَرف 𝐅 بِواسِطة عالِم الرِّياضِيَّات الإِيطَالِيّ لُوكَا بَاتشُولِيّ مِن العام 1509م.
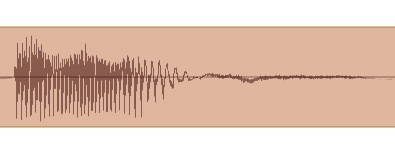
صُورة مرئيّة لمَوجة صوت الحَرف 𝐅 اللَّاتِينِيّ.